# Jezioro Mleczne
Jezioro Mleczne – jezioro w woj. wielkopolskim, w powiecie czarnkowsko-trzcianeckim, w gminie Drawsko, leżące na terenie Kotliny Gorzowskiej.

## Dane morfometryczne
Powierzchnia zwierciadła wody według różnych źródeł wynosi od 5,3 ha do 6,01 ha.
Zwierciadło wody położone jest na wysokości 50,8 m n.p.m.

## Hydronimia
Według urzędowego spisu opracowanego przez Komisję Nazw Miejscowości i Obiektów Fizjograficznych (KNMiOF) nazwa tego jeziora to Jezioro Mleczne. W różnych publikacjach i na mapach topograficznych podawana jest oboczna nazwa tego jeziora – Orzelek.